# Pachyphloiidae
Pachyphloiidae es una familia de foraminíferos bentónicos de la superfamilia Geinitzinoidea, del suborden Fusulinina y del orden Fusulinida. Su rango cronoestratigráfico abarca el Pérmico.

## Clasificación
Pachyphloiidae incluye a las siguientes subfamilias y géneros:
- Maichelina †
- Pachyphloia †
- Robustopachyphloia †

Otros géneros considerados en Pachyphloiidae son:
- Aulacophloia †
- Eodiscus †, considerado subgénero de Parapermodiscus, Parapermodiscus (Eodiscus), y aceptado como Planoarchaediscus
- Parapermodiscus †, aceptado como Pachyphloia †
- Parageinitzina †, aceptado como Pachyphloia †
- Parapachyphloia †, aceptado como Pachyphloia †
- Pseudogeinitzina †, aceptado como Pachyphloia †